# 山本楓己
山本 楓己（やまもと ふうき、1998年〈平成10年〉8月9日 - ）は、日本のプロバスケットボール選手。愛知県出身。B3リーグの東京八王子ビートレインズ所属。ポジションはポイントガード。

## 来歴
名古屋学院大学を卒業後、2年間のチーム無所属を経て、2022年に琉球ゴールデンキングスの練習生となる。翌年、信州ブレイブウォリアーズと契約しプロデビューを果たした。2024年は神戸ストークスでプレーし、2025年からは東京八王子ビートレインズでプレーしている。